# Jon Laukvik
Jon Laukvik, né le 16 décembre 1952 à Oslo, est un organiste et claveciniste norvégien, professeur à la Staatliche Hochschule für Musik und Darstellende Kunst de Stuttgart.
Il étudie tout d'abord le piano, l'orgue et la musique d'église à Oslo, avant de devenir étudiant de Michael Schneider et Hugo Ruf à Cologne. Il s'est également formé avec Marie-Claire Alain à Paris. Il enseigne l'orgue et les instruments à clavier anciens à la Staatliche Hochschule für Musik und Darstellende Kunst de Stuttgart depuis 1980. En 2001, il devient également professeur d'orgue au Collège de Musique d'Oslo, et est professeur invité à la Royal Academy of Music à Londres depuis 2003.
Il est l'auteur d'une méthode en trois volumes traitant de l'interprétation du répertoire pour orgue d'après les sources anciennes (Orgelschule zur historischen Aufführungspraxis).